# Attentats du 20 juin 1985 au Népal
 (juillet 2023).
Si vous disposez d'ouvrages ou d'articles de référence ou si vous connaissez des sites web de qualité traitant du thème abordé ici, merci de compléter l'article en donnant les références utiles à sa vérifiabilité et en les liant à la section « Notes et références ».
Les attentats du 20 juin 1985 au Népal sont une série d'attentats à la bombe coordonnés survenus le 20 juin 1985 à Katmandou et dans d'autres villes du Népal. Cette vague d'attentats à la bombe a été la première du genre dans le pays. Au total, au moins huit personnes (dont un membre du parlement) ont été tuées. Plusieurs personnes ont été blessées.

## Déroulement
À Katmandou, des bombes ont explosé au Palais Royal (en) (portes sud et ouest), à la salle de réception de l'hôtel de l'Annapura (propriété de la famille royale) et à l'entrée principale du Secrétariat national du panchayat (en) et de Singh Durbar.
Des bombes ont également explosé à Jhapa, à Pokhara, à Biratnagar, à Janakpur, à Birganj, à Mahendranagar, à Nepalganj et à l'Aéroport de Bhairahawa.

## Conséquences
Deux groupes exilés ont revendiqué la responsabilité des attentats à la bombe. Un des groupes revendiquant la responsabilité est le Nepal Janabadi Morcha (en) de Ram Raja Prasad Singh (en).
Au lendemain des attentats à la bombe, des arrestations massives ont eu lieu (selon une source, quelque 1 400 personnes ont été arrêtées). Singh et Laxman Prasad Singh ont été condamnés à mort par contumace, Khem Raj Bhatta Mayalu (en) a été condamné à la réclusion à perpétuité. Cinq autres dirigeants du Nepal Janabadi Morcha ont été arrêtés et sont morts en détention. Le gouvernement a lancé une nouvelle loi pénale stricte en réponse aux attentats à la bombe, la Loi sur les crimes destructeurs (contrôle spécial et punition). Les attentats à la bombe ont également incité l'opposition dominante, le Congrès népalais, à annuler sa campagne de satyagraha (désobéissance civile) qui avait été lancée le 23 mai 1985. À l'époque, il y avait des rumeurs persistantes selon lesquelles des extrémistes monarchistes auraient pu être impliqués dans les incidents, afin de discréditer la campagne d'opposition civile en cours.